# Georges Fages
Pas d'image ? Cliquez ici

a Compétitions nationales et continentales officielles uniquement.

b Matchs officiels uniquement.
Georges Fages, né le 24 février 1934 à Albi (France) et mort le 8 juin 2000 dans la même ville, est un joueur et entraîneur français de rugby à XIII dans les années 1950 et 1960.
Il effectue sa carrière sportive au sein du club d'Albi avec lequel il a remporté le Championnat de France à trois reprises en 1956, 1958 et 1962.
Fort de ses performances en club, il est sélectionné à dix-huit reprises de l'équipe de France entre 1959 et 1964 prenant part à la Coupe du monde 1960.

## Biographie
Dans le civil, il travaille comme magasinier.

## Palmarès
- Collectif :
  - Vainqueur du Championnat de France : 1956, 1958 et 1962[2] (Albi).
  - Finaliste du Championnat de France : 1960 (Albi).

### En club
| Saison    | Saison    | Championnat           | Championnat | Championnat | Championnat | Championnat | Championnat | Championnat |
| Saison    | Saison    | Compétition           | M           | Pts         | Ess.        | Buts        | Dp.         |             |
| --------- | --------- | --------------------- | ----------- | ----------- | ----------- | ----------- | ----------- | ----------- |
| 1950-1951 | Albi      | Championnat de France | ?           | -           | -           | -           | -           |             |
| 1951-1952 | Albi      | Championnat de France | ?           | -           | -           | -           | -           |             |
| 1952-1953 | Albi      | Championnat de France | ?           | -           | -           | -           | -           |             |
| 1953-1954 | Albi      | Championnat de France | ?           | -           | -           | -           | -           |             |
| 1954-1955 | Albi      | Championnat de France | ?           | -           | -           | -           | -           |             |
| 1955-1956 | Albi      | Championnat de France | ?           | -           | -           | -           | -           |             |
| 1956-1957 | Albi      | Championnat de France | ?           | -           | -           | -           | -           |             |
| 1957-1958 | Albi      | Championnat de France | ?           | -           | -           | -           | -           |             |
| 1958-1959 | Albi      | Championnat de France | ?           | -           | -           | -           | -           |             |
| 1959-1960 | Albi      | Championnat de France | ?           | -           | -           | -           | -           |             |
| 1960-1961 | Albi      | Championnat de France | ?           | -           | -           | -           | -           |             |
| 1961-1962 | Albi      | Championnat de France | ?           | -           | -           | -           | -           |             |
| 1962-1963 | Albi      | Championnat de France | ?           | -           | -           | -           | -           |             |
| 1963-1964 | Albi      | Championnat de France | ?           | -           | -           | -           | -           |             |
| 1964-1965 | Albi      | Championnat de France | ?           | -           | -           | -           | -           |             |
| 1965-1966 | Albi      | Championnat de France | ?           | -           | -           | -           | -           |             |
| 1966-1967 | Cavaillon | Championnat de France | ?           | -           | -           | -           | -           |             |
| 1967-1968 | Cavaillon | Championnat de France | ?           | -           | -           | -           | -           |             |
| 1968-1969 | Albi      | Championnat de France | ?           | -           | -           | -           | -           |             |